# Championnat d'Europe de la montagne 1965
Navigation
1964 1966
Le Championnat d'Europe de la montagne 1965 est la treizième saison du championnat du même nom organisé par la Fédération internationale de l'automobile (FIA). Le titre de champion d'Europe est remporté par le pilote italien Ludovico Scarfiotti. 
Trois épreuves comptent également pour le Championnat du monde des voitures de sport 1965.

## Épreuves de la saison
| N° | Épreuve                  | Date         | Pilote vainqueur    | Châssis                           | Champ. | Temps |
| -- | ------------------------ | ------------ | ------------------- | --------------------------------- | ------ | ----- |
| 1  | Mont Ventoux (Avignon)   | 6 juin       | Hans Herrmann       | Abarth 2000                       |        |       |
| 2  | Rossfeld - Berchtesgaden | 13 juin      | Gerhard Mitter      | Porsche 904 Bergspyder            | WSC    |       |
| 3  | Trento - Bondone         | 11 juillet   | Ludovico Scarfiotti | Ferrari Dino 166P/206P Berlinetta |        |       |
| 4  | Cesana - Sestrières      | 25 juillet   | Ludovico Scarfiotti | Ferrari Dino 166P/206P Berlinetta |        |       |
| 5  | Schauinsland (Fribourg)  | 8 août       | Ludovico Scarfiotti | Ferrari Dino 166P/206P Berlinetta | WSC    |       |
| 6  | Ollon - Villars          | 29 août      | Ludovico Scarfiotti | Ferrari Dino 166P/206P Berlinetta | WSC    |       |
| 7  | Gaisberg (Salzbourg)     | 19 septembre | Michel Weber        | Porsche 904 GTS                   |        |       |

## Classement

### Catégorie Sport-prototype (Gr. 4)
Ludovico Scarfiotti remporte la catégorie Sport-prototype et le titre de champion d'Europe.

### Catégorie Grand tourisme (Gr. 3)
Herbert Müller remporte la catégorie Grand tourisme.

## Sources
- Résultat sur euromontagna.com